# Радуга (Самарская область)
Радуга — опустевшая железнодорожная станция в Сызранском районе Самарской области в составе сельского поселения Волжское.

## География
Находится у железнодорожной линии Сызрань-Ульяновск на расстоянии примерно 5 километров на северо-северо-восток от северо-восточной границы города Сызрань.

## Население
Постоянное население составляло 15 человек (русские 80 %) в 2002 году, 2 в 2010 году. По состоянию на 2020 год жилых домов не осталось.